# جمعية العون الطبي للفلسطينيين
جمعية العون الطبي للفلسطينيين هي مؤسسة خيرية بريطانية تقدم خدمات طبية في الضفة الغربية وغزة ولبنان وتدافع عن حقوق الفلسطينيين في الصحة والكرامة. وهي تتمتع بمركز استشاري خاص لدى المجلس الاقتصادي والاجتماعي للأمم المتحدة منذ عام 2002.

## الهدف والتاريخ
إن الهدف المعلن لجمعية العون الطبي للفلسطينيين هو تلبية الاحتياجات الإنسانية للشعب الفلسطيني. تم دعم المنظمة وبرامجها من قبل الشعب البريطاني، وحكومة المملكة المتحدة (وزارة التنمية الدولية)، والاتحاد الأوروبي ومنظمات المعونة الدولية. يقدمون الرعاية الصحية والطبية الأساسية للاجئين الفلسطينيين ويسعون لإنشاء بنية تحتية طبية دائمة في المجتمعات الفلسطينية من خلال تدريب ممارسي الرعاية الصحية وتعليم المهارات المهنية الطبية ومعالجة متطلبات الفئات الضعيفة بشكل خاص مثل الأشخاص ذوي الإعاقة.
تم تأسيس الجمعية في عام 1982 على يد الدكتور سوي تشاي أنج، والرائد ديريك كوبر، وزوجته باميلا كوبر، في أعقاب مجزرة صبرا وشاتيلا عام 1982 في لبنان. رئيسها هي البارونة موريس من بولتون التي خلفت اللورد كريس باتن وهيلينا كينيدي.
كانت المنظمة متورطة في جدل، ويرجع ذلك إلى اتهام مؤسسها المُشاركة بمعاداة السامية، بعد ترويج الفيلم الوثائقي (The Zionist Matrix of Power).

## عمل الجمعية

### البرامج
تعمل جميعة العون الطبي للفلسطينيين مع المنظمات غير الحكومية المحلية وخدمة الصحة الفلسطينية أو تقدم الدعم الطبي العملي للفلسطينيين الذين يعيشون تحت الاحتلال أو كلاجئين. تغطي برامجها المجالات الخمس ذات الأولوية في الأرض الفلسطينية المحتلة ومجتمعات اللاجئين الفلسطينيين في لبنان:
- الرعاية الصحية الأولية والعامة الأساسية
- صحة المرأة والطفل
- التأهب لحالات الطوارئ والاستجابة
- الصحة النفسية والدعم النفسي والاجتماعي
- العجز

### المناصرة والحملات
تؤدي الجمعية دورًا نشطًا في المملكة المتحدة في زيادة الوعي حول انتهاكات الحق الفلسطيني في الصحة، والذي يهدده الصراع المستمر والاحتلال المطول والنزوح. من خلال العمل في تحالف مع المنظمات غير الحكومية الأخرى، يتراوح نطاق برنامج الدعوة للجمعية من زيادة الوعي العام إلى الدعوة بشأن القضايا البارزة مع الحكومات وصانعي السياسات.

## روابط خارجية
- الموقع الرسمي لجمعية العون الطبي للفلسطينيين